# Тенишев, Василий Борисович
Князь Василий Борисович Тенишев (1705 — 14 (25) февраля 1790) — генерал-адъютант, тайный советник (1764), казанский вице-губернатор (1756—1760), казанский губернатор (1760—1764).

## Биография
Из княжеского рода Тенишевых, имевшего татарское происхождения. Часть ветвей Тенишевых крестились достаточно рано, тогда как другие продолжали оставаться мусульманскими, до тех пор, пока указом Петра I Тенишевы, отказавшиеся креститься, не были лишены княжеского достоинства и записаны в податное сословие. Внук стольника Василия Сафаровича Тенишева (ум. 1695), принявшего православие.
Василий Борисович Тенишев, вероятно, родился в начале XVIII века. С 1722 года он состоял, или, по меньшей мере, числился на военной службе, а в 1726—1735 нёс действительную службу на землях, ненадолго впервые завоёванных Россией в результате Персидского похода Петра Великого. 
В царствование Анны Иоанновны участвовал в Русско-турецкой, а в царствование Елизаветы Петровны — в Русско-шведской войне. 
В 1756 году был назначен Казанским вице-губернатором, а в 1760 году был повышен до губернатора, сменив в этой должности тайного советника графа Фёдора Ивановича Головина. На период губернаторства Тенишева пришлась так называемая 3-я ревизия (подушная перепись).
При нём же в Казани впервые был дан театральный спектакль. Правовое положение татар-мусульман в период губернаторство Тенишева заметно улучшилось, что было связано с тем, что Елизавету Петровну, негативно относившуюся к мусульманам, на престоле сменила более веротерпимая Екатерина Великая. В частности, на татар перестало оказываться давление с целью обращения их в православие, а неслужилые татары получили право свободно селиться в Казани, которая в тот период являлась преимущественно русским городом с татарской сельской округой. В своем донесении императрице А. И. Бибиков писал:

Здешний губернатор князь Тенишев, находясь здесь около восьми лет и быв прежде вице-губернатором, как видно, доволен тем, что до сих пор собрал, и от мздоимства воздерживается, но недостает ему нужных для его должности знаний, потому в делах следует советам секретарским и чрез то секретарское и подьяческое пронырство к отягощению челобитчиков находит средства.
После выхода в отставку в августе 1764 года Тенишев, по всей видимости, не занимал уже других должностей и проживал в имении жены в селе Сутяжное (ныне с. Раздольное) Алатырского уезда. Последние годы провел в собственном доме в Казани в приходе Воскресенской церкви, где и умер 14 февраля 1790 года.

## Семья
Был дважды женат, первая жена Наталья Васильевна Ханыкова, вторая — Татьяна Алексеевна NN (1731—20.02.1790), умерла вскоре после мужа.
Дочь — Варвара (20.03.1759 — ?)
Сын — Дмитрий Васильевич (1766—1829), был на рубеже XVIII и XIX веков сперва Казанским вице-губернатором (1797—1802), а затем Астраханским гражданским губернатором (не позднее 1802 — 1807), в ходе войны 1812 года возглавлял Симбирское народное ополчение. Несмотря на то, что на момент рождения сына Дмитрия Василию Борисовичу (если только даты его поступления на воинскую службу в источниках указываются верно) должно было быть уже под 60, их непосредственное родство (отец—сын) подтверждают сохранившиеся исповедные ведомости г. Казани и современник-мемуарист В. И. Панаев.
Внучка — Екатерина Дмитриевна Тенишева (05.05.1790—12.02.1817), была выдана замуж за генерала П. Ф. Желтухина (1778—1829).
В семье Тенишева воспитывалась племянница, которая рано осталась без отца — Анна Николаевна Нестерова (1751—1827; в браке Родионова), в дальнейшем завещавшая свой капитал на основание Казанского Родионовского института  благородных девиц.